# 巽外夫
巽 外夫（たつみ そとお、1923年（大正12年）10月7日 - 2021年（令和3年）1月31日）は、日本の実業家。住友銀行頭取を歴任したほか、マツダ再建に尽力したことでも知られる。福井県出身。旧姓は中野。

## 来歴・人物
旧制京都府立桃山中学校、旧制松江高等学校を経て、1947年京都大学法学部を卒業後、住友銀行入行。
1963年平野支店長、本店営業部次長、一宮支店長、1968年審査第二部長、1971年審査第一部長、融資部長を経て、1972年取締役。1975年常務取締役。1979年代表取締役専務。1982年副頭取。
1975年に東洋工業（現：マツダ）の再建を担当。同社とフォード・モーターの資本提携交渉では橋渡しを務め、米国の独占禁止法の審査では英語で証言に臨むなど奔走した。バブル経済時における過剰投資によってマツダの経営が悪化した際には、フォードに対して追加出資を要請し、1996年にはフォードから乞われて自身もマツダの社外取締役に就任。1999年6月に取締役から退くまで、20年以上経営に携わり続け、マツダの再建に尽力した。このほか住友銀が吸収合併した平和相互銀行や安宅産業の残務処理も手掛けたほか、アサヒビール、関西汽船、来島ドックの再建にもかかわった。
1987年10月、小松康頭取が2期目の任期途中ながら健康上の理由を挙げ、代表権のある副会長に退いたため、巽が後任として副頭取から昇格した。
この人事に関しては小松と磯田一郎会長との間における平和相互銀行の吸収合併、ゴールドマンサックスとの資本提携、さらに米国のホテルチェーン買収計画で確執が生じ、磯田による小松の解任、あるいは小松の引責辞任との見方が伝えられた。また国際部門における業績の低迷から磯田が小松の手腕に不満を抱き、人心一新を決断したとも報じられた。
頭取在任時にはイトマン問題の処理にあたり、イトマンの住金物産（現：日鉄住金物産）との吸収合併を見届け、1993年6月会長に退いた。
1995年10月、大和銀行ニューヨーク支店巨額損失事件の発覚によって、米国の金融当局から追及を受けていた大和銀行の安部川澄夫会長から巽に、米国拠点における業務支援の要請があった。巽は住友銀副頭取に就任していた西川善文に要請のあったことを伝えると西川は「ただ力を貸すだけではなく大蔵省の意向どおり、どうせやるなら合併含みでやりましょう」と応え、合併へ向け走り出し、先方の副頭取や専務と交渉を重ねた。しかし、大和の合併反対派が当時の頭取を説得し、合併構想は流れた。
1997年会長から退き、以降相談役。2003年4月から三井住友銀行名誉顧問。2021年1月31日に老衰のため死去。97歳没。

## イトマン処理
1990年1月、住友銀を主力行とする商社のイトマンは雅叙園観光に資本参加した上で、同社の筆頭株主である協和総合開発研究所（社長：伊藤寿永光）との提携によって不動産事業に参入した。同2月には河村良彦イトマン社長からの懇請で、いわくつきの伊藤が企画監理本部長としてイトマンに入り、不動産部門を任された。しかし、同3月20日、加熱していたバブル景気を抑え込もうと日本銀行が公定歩合を第二次オイルショック以来の1%の引き上げを実施。5.25%とした。続く同27日、同年4月1日から大蔵省が金融機関に不動産向け融資における総量規制を実施するとの通達を出した。これら方針が動き出すと日経平均株価が乱高下し、イトマンは保有する不動産価格下落と借入金の金利負担拡大という二重苦に見舞われ、経営に深刻な影響をもたらし始めた。
こうした最中、巽は河村を呼び出し、伊藤を切ることと不動産投資を削減するよう求めた。しかし、河村はその要求を拒否。同年6月の株主総会後、伊藤を筆頭常務に昇格させた。これに先立ち同年5月には日本経済新聞がイトマンの不動産投資による借入金が莫大なものとなり、その帰趨が今後の課題であるとする主旨のスクープ記事を掲載。世間にイトマン問題を広く知らしめるきっかけを作った。またイトマンは不動産のみならず、美術品購入にも執心し、闇のフィクサー呼ばれた許永中の関連企業から絵画・骨董品を総額657億円で買い取っていた。さらに美術品購入にあたっては、磯田一郎住友銀会長が盲愛してやまない長女が勤務していたセゾングループ傘下の宝飾販売会社ピザも関与し、磯田の歓心を買いたい河村や伊藤が長女の世話を焼いていた。加えて同年秋には、週刊新潮などが伊藤らの胡散臭さに感付き、住友銀が闇の紳士と関係が深い銀行であるとセンセーショナルに報じ始めた。
イトマン問題の全容を徐々に把握しつつあった当時常務企画部長であった西川は、問題に終止符を打つには、磯田の退任が肝要と思慮していた所、元住友銀青葉台支店長が蛇の目ミシン工業恐喝事件で起訴された光進代表に対する浮き貸しによって逮捕された。事件発覚を受け磯田は記者会見を開き、辞任の意向を表明するが、元支店長の逮捕を隠れ蓑としてイトマン問題に関する批判をかわすことが明白で、会見からしばらく経過後も磯田は一向に辞める気配を見せなかった。
磯田の態度に業を煮やした西川は、このままでは組織が持たないと考え、住友銀副頭取でイトマン問題を所管していた玉井英二からの助言を得て、部下の次長に本店にいた部長全員に緊急部長会の開催を通知するよう命じた。そして、開いた部長会の席で全員の総意として磯田会長退任要望書をまとめた。その後、出席者の一人が大阪に赴き、滞在中であった巽に要望書を渡した。要望書を閲覧した巽は、イトマン問題に終止符を打ち全職員が仕事に集中できる体制を構築しなければならない。それには自身が磯田に退任を進言するしかないとして、磯田と面会し「お辞めください」と申し出た。これによって要望書を出してから三日後の同年10月16日、住友銀東京本部において開催された経営会議で磯田が取締役相談役に退任することが決定された。
磯田の退任によって住友銀はイトマンの支援の方針を旗幟鮮明とし、新たにプロジェクトチームを立ち上げ、他行融資の肩代わりを実施。ピーク時のイトマン向け債権残高は5000億円を超えた。しかし、問題のきっかけを作った河村は、再三にわたる辞任要求を拒否し、粘り腰で社長の座から退く様子を見せなかっため、1991年1月、定例取締役会において緊急動議が決議され解任された。この後同年7月には、河村、伊藤、許らは大阪地検特別捜査部から特別背任で逮捕され、続いて同年8月30日、巽はイトマン事件等の不祥事の関して衆議院証券金融問題特別委員会に招致され、質疑に応じた。
1993年4月、自主再建を断念したイトマンは住友銀の斡旋によって、住友金属工業系の鉄鋼商社であった住金物産（現：日鉄住金物産）に吸収合併された。イトマンを介して闇社会に流れた資金は3000億円に及んだとされる。